# Первоуральский новотрубный завод

Участники строительства завода, 1933 год.

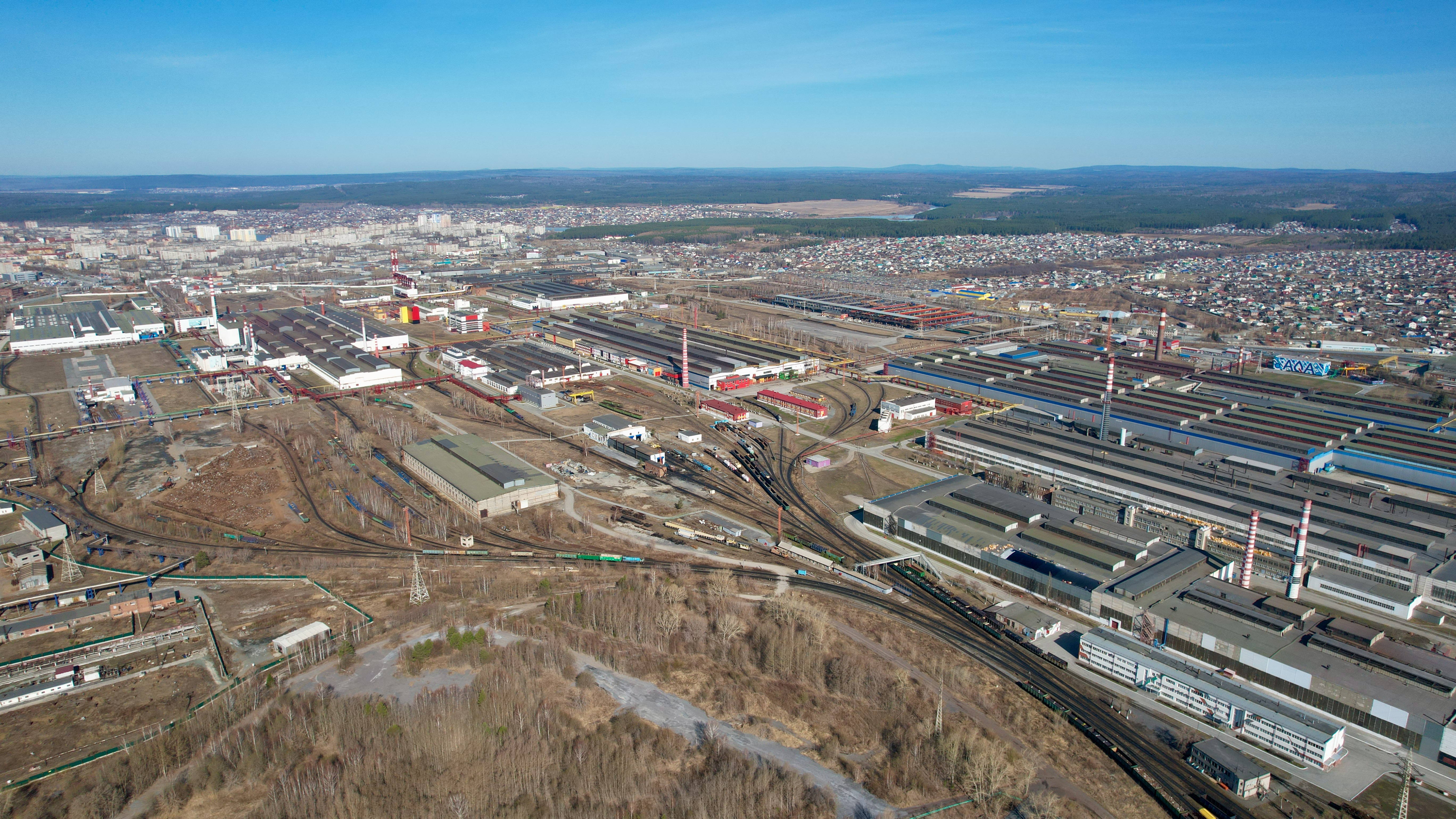
Вид с высоты

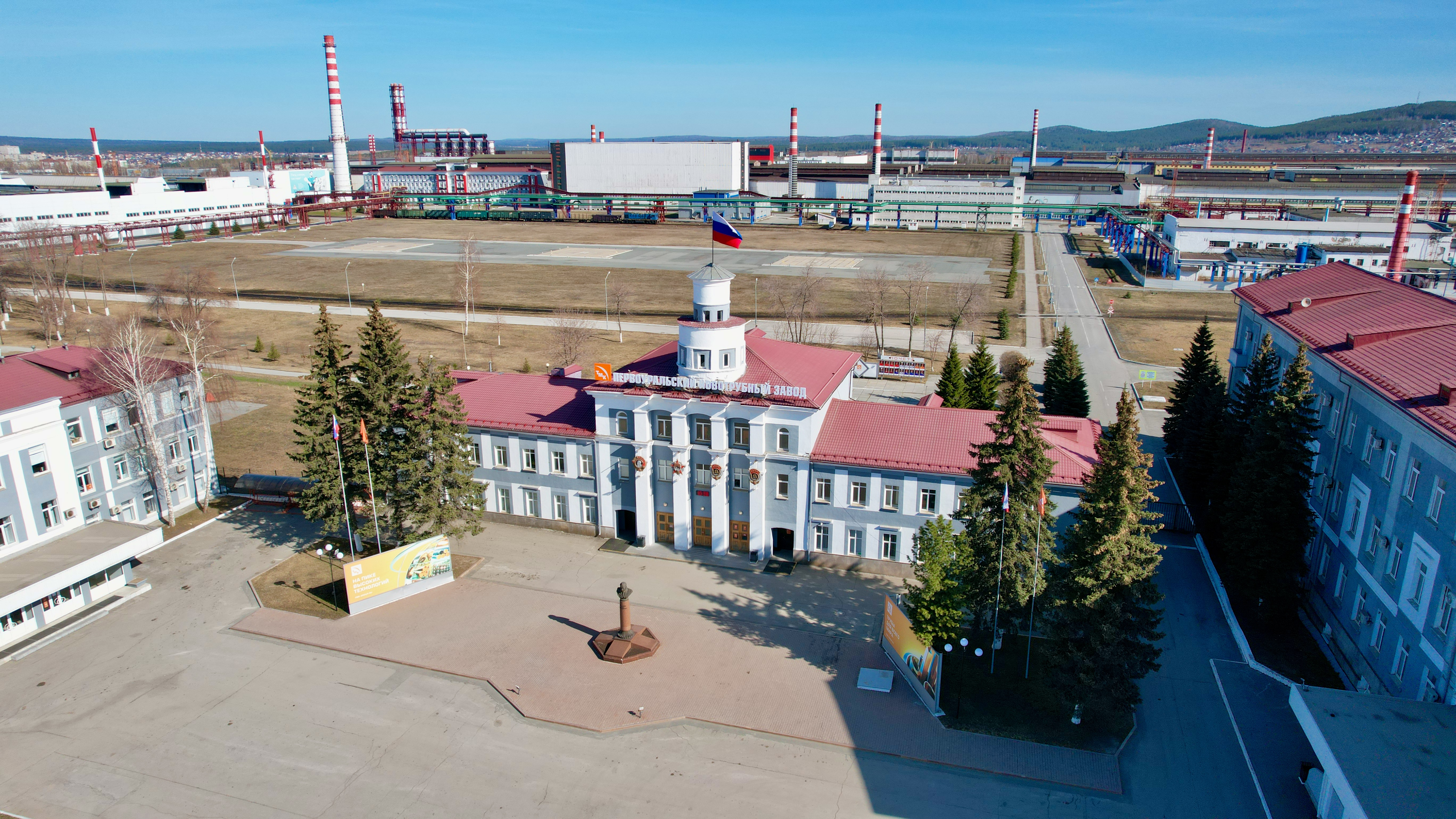
Центральная проходная

АО «Первоуральский новотрубный завод» — российское предприятие металлургической отрасли в городе Первоуральске Свердловской области. Входит в Группу ТМК. Одно из крупнейших предприятий России и Европы по выпуску стальных труб. Относится к трубным заводам «Большой восьмёрки».

## О заводе
Завод производит свыше 25 тысяч типоразмеров труб и трубных профилей из 200 марок углеродистых, легированных и нержавеющих сталей по 34 российским и 25 иностранным стандартам, а также по 400 техническим условиям.
Производимая заводом продукция используется в машиностроительной отрасли, газо- и нефтедобывающей промышленности, тепловой и атомной энергетике, авиастроении, судостроении, медицине, автомобилестроении, электронике, строительстве, коммунальном хозяйстве, химическом машиностроении и космических комплексах.
Завод имеет сертификаты Американского нефтяного института API и немецкого концерна TUV Rheinland на соответствие требованиям стандартов DIN.

## Деятельность

#### Выручка
27,053 млрд рублей (2010);
36,167 млрд рублей (2011, увеличение на 33,7 %).

#### Валовая прибыль
6,583 млрд рублей (2010);
8,566 млрд рублей (2011, увеличение на 30 %).

#### Прибыль до налогообложения
1,189 млрд рублей (2010);
1,145 млрд рублей (2011, сокращение на 3,7 %).

#### Чистая прибыльпоРСБУ
706,989 млн рублей (2010);
871,778 млн рублей (2011, увеличение на 23,3 %).

## История
В 1732 году основан, как Васильево-Шайтанский железоделательный завод;
Советское время
- 1920 год — прокатана первая цельнотянутая труба;
- 1921 год — переименован в «Первый Уральский завод цельнотянутых труб»;
- 1931 год — начало строительства немецкими специалистами, согласно договору о сотрудничестве между СССР и Германией, нового трубного завода, оборудованного немецкими станками, чуть позднее работающими против гитлеровской Германии (Цех № 1, с обновленным оборудованием действует до сих пор. Первый станок установлен как памятник под открытым небом на закрытой территории завода[4]);
- 1934 год — выпущены первые холоднотянутые трубы;
- 1935 год — произведены первые горячекатаные трубы;
- 1936 год — введён в эксплуатацию стан «220» (Большой Штифель); По мнению известного писателя Виктора Кравченко, которое было изложено в книге «I Chose Freedom» («Я выбрал свободу»), при строительстве завода был использован труд политзаключённых, сам завод был запущен недостроенным, продукции производилось мало и плохого качества, а руководителей завода сажали в тюрьму фактически за ошибки, допущенные проектировщиками в Москве.

Если ознакомится с источником, то в нём нет ссылок на документы, газетные статьи, иные источники. В главе про Первоуральский Новотрубный завод нет ничего про труд любых заключенных, про недостроеный завод, про плохое качество продукции, но много слов про перевыполнение плана и наличие излишков на складах. В архивах города имеются доказательства, что на двух директоров были заведены уголовные дела (без высшей меры наказания), за коррупцию, о которой сообщает между строк Виктор в своем рассказе.
- 1939 год — введён в эксплуатацию стан «140» (Малый Штифель);
- 1941 год — Эвакуация оборудования Мариупольского, Южнотрубного, Днепропетровского, Таганрогского металлургического завода и других заводов юга страны на Урал;
- 24 августа 1941 г. согласно постановлению Свердловского обкома (ЦДООСО. Ф.4 ОП. 18. Д. 13Л.465)

ВКП(б) на новотрубном заводе было размещено оборудование цехов № 5 и Б, завода им. Карла Либкнехта
- 1942 год — каждый второй миномёт на фронте — из первоуральской трубы;

Лишь с середины войны и в послевоенное время в городе трудилось 175 заключенных немцев, которые занимались стройкой жилых домов по ул. Ватутина и некоторых цехов ПНТЗ)
- 1952 год — введён в эксплуатацию цех по производству высокоточных труб для шарикоподшипниковой промышленности;
- 1954 год — построен трубоволочильный цех по производству труб из углеродистых и легированных марок стали;
- 1956 год — построен трубоэлектросварочный цех;
- 1959 год — построен крупнейший трубоволочильный цех по выпуску труб из нержавеющих сталей и сплавов;
- 1962 год — построен стан непрерывной прокатки труб «30-102»;
- 1963 год — введён в эксплуатацию цех по производству футерованных труб;
- 1972 год — построен трубоволочильный цех по изготовлению труб для котлов;
- 1976 год — введён в эксплуатацию цех по выпуску труб для нужд атомной энергетики;
- 1977 год — построен трубоволочильный цех по выпуску тонкостенных труб для машиностроения;
- 1980 год — Н. А. Тихонов — главный инженер ПНТЗ в 1941—1947 гг. — стал Председателем Совета Министров СССР;
- 1988 год — произведено 1 644 148 тонн труб и 1 595 168 шт. баллонов;
- 1989 год — освоено производство высокогерметичных насосно-компрессорных труб;

Постсоветское время
- 1992 год — создано ОАО «Первоуральский новотрубный завод» или «Уралтрубосталь»;
- 2004 год — Первоуральскому новотрубному заводу — 70 лет;
- 2004 год — Первоуральский новотрубный завод вошёл в Группу ЧТПЗ[7];
- 2007 год — начато строительство Электросталеплавильного комплекса (ЭСПК) и Финишного центра;
- 2009 год — введён в эксплуатацию финишный центр по обработке труб нефтяного сортамента;
- 2010 год — введён в эксплуатацию Электросталеплавильный комплекс (ЭСПК).

23 февраля 2024 года вместе с другими компаниями группы «ТМК», АО «Первоуральский новотрубный завод» включён в блокирующий санкционный список США направленный «против металлургического и горнодобывающего сектора России».

## Директора завода
- с 2021 —  Топоров Владимир Александрович
- с 2017 по 2021 — Б. Г. Коваленков
- c 2015 по 2017 — А. Д. Грубман
- с 2014 по 2014 — В. В. Садыков[11]
- с 2012 по 2014 — Я. В. Ждань
- с 2008 по 2012 — А. А. Фёдоров
- с 2003 по 2008 — С. П. Щекочихин
- с 2001 по 2003 — М. П. Мори
- с 1998 по 2001 — А. К. Шмелёв
- с 1996 по 1998 — А. А. Берсенев
- с 1987 по 1996 — В. Н. Дуев
- с 1984 по 1987 — В. М. Власов
- с 1954 по 1984 — Ф. А. Данилов
- с 1938 по 1954 — Я. П. Осадчий
- с 1937 по 1938 — Н. И. Баженов
- с 1931 по 1937 — И. С. Мельников